# Peleng-Kuskus
Der Peleng-Kuskus (Phalanger pelengensis, Syn.: Strigocuscus pelengensis) ist ein Beuteltier aus der Familie der Kletterbeutler (Phalangeridae), das auf einigen indonesischen Inseln vorkommt. Die Nominatform Phalanger pelengensis pelengensis lebt auf der Insel Peleng vor der Ostküste von Sulawesi und Phalanger pelengensis pelengensis, die zweite Unterart, kommt auf den Sula-Inseln, dem westlichsten Teil der Molukken, vor. Ob die Art auch auf den kleineren Inseln zwischen Peleng und den Sula-Inseln lebt ist bisher nicht bekannt.

## Merkmale
Der Peleng-Kuskus erreicht eine Kopf-Rumpf-Länge von 35 bis 37 cm, hat einen 25 bis 30 cm langen Greifschwanz und erreicht ein Gewicht von 1,1 bis 1,2 kg. Er ist relativ klein und ähnelt in seiner Gestalt dem Sulawesi-Kuskus (Strigocuscus celebensis). Im Unterschied zu diesem ist er aber nicht graubraun, sondern hat einen gelbbraunen bis orangebraunen Rücken und einen gelblichen Bauch. Im Unterschied zum Obi-Kuskus (Phalanger rothschildi), dem der Peleng-Kuskus sowohl farblich als auch in seiner Gestalt ähnelt, hat der Peleng-Kuskus keinen dunklen Rückenstreifen.

## Lebensraum und Lebensweise
Der Peleng-Kuskus ist anpassungsfähig und kommt sowohl in primären und sekundären Wäldern, als auch in Gärten vor, wo er es auf Obstbäume abgesehen hat. Er ist nachtaktiv und verbringt den Tag schlafend in Bäumen. Die Tiere ernähren sich vor allem von Früchten und Blättern. Die Weibchen gebären ein einzelnes Jungtier – Junge können das ganze Jahr über geboren werden. Eine ausgeprägte Fortpflanzungszeit besteht demzufolge nicht.

## Systematik
Der Peleng-Kuskus wurde im Jahr 1945 durch den US-amerikanischen Zoologen George Henry Hamilton Tate als Unterart des Sulawesi-Kuskus erstmals wissenschaftlich beschrieben. Aufgrund seiner Ähnlichkeit mit diesem wird der Peleng-Kuskus von einigen Autoren auch heute noch in die Gattung Strigocuscus gestellt. Molekularbiologische Untersuchungen zeigen jedoch, dass er näher mit den Arten der Gattung Phalanger verwandt ist. Zusammen mit dem Molukken-Kuskus (Phalanger ornatus) und dem Gebe-Kuskus (Phalanger alexandrae) bildet der Peleng-Kuskus eine Superspezies, den Phalanger ornatus-Complex.

## Gefährdung
Die IUCN schätzt den Bestand des Peleng-Kuskus als ungefährdet (Least Concern) ein. Obwohl das Verbreitungsgebiet relativ klein ist, ist die Art noch relativ häufig.

## Belege
1. 1 2 3 4 5  Kristofer Helgen & Stephen Jackson: Family Phalangeridae (Cuscuses, Brush-tailed Possums and Scaly-tailed Possum). In: Don E. Wilson, Russell A. Mittermeier: Handbook of the Mammals of the World – Volume 5. Monotremes and Marsupials. Lynx Editions, 2015, ISBN 978-84-96553-99-6, S. 489.
2. 1 2  Strigocuscus pelengensis in der Roten Liste gefährdeter Arten der IUCN 2015. Eingestellt von: Leary, T., Singadan, R., Menzies, J., Helgen, K., Allison, A., James, R., Flannery, T., Aplin, K., Dickman, C. & Salas, L., 2016. Abgerufen am 21. November 2018.